# Шъруд Андерсън
Шъруд Андерсън (на английски: Sherwood Anderson) е американски писател.
Известен е главно със своите разкази, най-вече сборника „Winesburg, Ohio“. Оказва силно влияние върху много американски писатели в периода между световните войни, сред които Ърнест Хемингуей, Уилям Фокнър, Томас Улф, Джон Стайнбек и други.

## Биография
Шъруд Андерсън е роден на 13 септември 1876 г. в Камдън, Охайо. След фалита на баща му семейството се мести често, докато се установява в Клайд през 1884 г. Майка му започва да пие много, а баща му умира през 1895 г. Шъруд Андерсън работи на различни места, за да подпомага семейството си, като постепенно изоставя своето образование, а по-късно се премества при брат си в Чикаго.
Андерсън се записва в армията и е мобилизиран по време на Испано-американската война, но не участва във военните действия. След края на войната през 1900 г. посещава за кратко университета Уитенбърг в Спрингфилд, след което започва работа като автор на реклами в Чикаго. През 1904 г. се жени за Корнелия Лейн, дъщеря на богато семейство от Охайо, от която има три деца. Живее в Кливланд и Елирия и прави неуспешни опити да създаде собствени предприятия. През 1912 г. преживява психически срив, отказва се от тези начинания и се връща на старата си работа в Чикаго.
През 1914 г. Шъруд Андерсън се развежда и се жени повторно за Тенеси Мичъл. В Чикаго той се запознава с известни писатели, като Теодор Драйзер, Карл Сандбърг и Флойд Дел, които го окуражават да публикува няколко започнати от него книги. През 1914 г. излиза първият му роман „Windy McPherson's Son“, но известност му донася сборникът разкази „Winesburg, Ohio“, издаден през 1919 г. През 1922 г. отново се развежда и през 1924 г. се жени за Елизабет Прал, с която известно време живее в Ню Орлиънс. В края на 20-те години се жени за четвърти път за Елиънор Копънхейвър.
Шъруд Андерсън умира на 8 март 1941 г. в Колон, Панама, от перитонит, след като гълта клечка за зъби.